# Channing Tatum
Channing Matthew Tatum (Cullman, 26 de abril de 1980) é um ator, dançarino, produtor e modelo norte-americano. Já atuou em vários filmes, incluindo She's the Man e Step Up, de 2006, Fighting, Public Enemies e G.I. Joe: The Rise of Cobra, de 2009, e Dear John, de 2010.

## Biografia
Channing nasceu em Cullman, Alabama. Sua família se mudou para o Mississippi, quando Channing tinha seis anos de idade. Tatum cresceu nos igarapés perto do rio Mississippi, onde ele apreciava a vida rural.
Tatum sempre foi um atleta; enquanto crescia, jogava futebol, beisebol e praticava artes marciais, quando criança, praticou kung fu. Tatum passou a maior parte de sua adolescência em Tampa, Flórida e, inicialmente, frequentou a Gaither High School antes de ir para a Tampa Catholic High School. Se formou em 1998 e foi eleito o aluno mais atlético. Depois, Tatum foi premiado com uma bolsa de futebol para estudar na faculdade Glenville State College, em Glenville, Virgínia Ocidental, mas acabou recusando. Voltou para casa e começou a trabalhar. O US Weekly informou que por volta dessa época Tatum começou a trabalhar como dançarino em uma boate local, sob o nome de "Chan Crawford". Em 2010, ele disse a um jornal australiano que gostaria de fazer um filme sobre suas experiências como stripper.
Mais tarde se mudou para Miami, onde foi descoberto na rua por um caçador de talentos.
Após iniciar sua carreira como modelo, Channing obteve alguns papéis como ator, aparecendo nos filmes Havoc (br: Garotas Sem Rumo), Coach Carter (br: Coach Carter - Treino Para a Vida), Supercross, Step Up (br: Ela Dança, Eu Danço) e A Guide to Recognizing Your Saints (br: Santos e Demônios). O ator ganhou o papel principal no filme She's the Man (br: Ela é o Cara) fazendo par romântico com a atriz Amanda Bynes.
Em 2010 participou do filme Dear John (br: Querido John), no qual interpretou o soldado John Tyree.
Ajudou a escrever o roteiro para o filme Magic Mike e junto com o diretor Steven Soderbergh financiou o filme, baseado na sua história como stripper. Pelo investimento no filme, ele ganhou no ano de 2013, US$60 milhões de dólares

### Vida pessoal
Em 2006, Tatum conheceu a atriz Jenna Dewan no set de Step Up. Eles começaram a namorar logo após o término das filmagens. O casal ficou noivo no início de setembro de 2008, em Maui, Havaí. No dia 11 de julho de 2009, eles se casaram em Malibu na Califórnia.

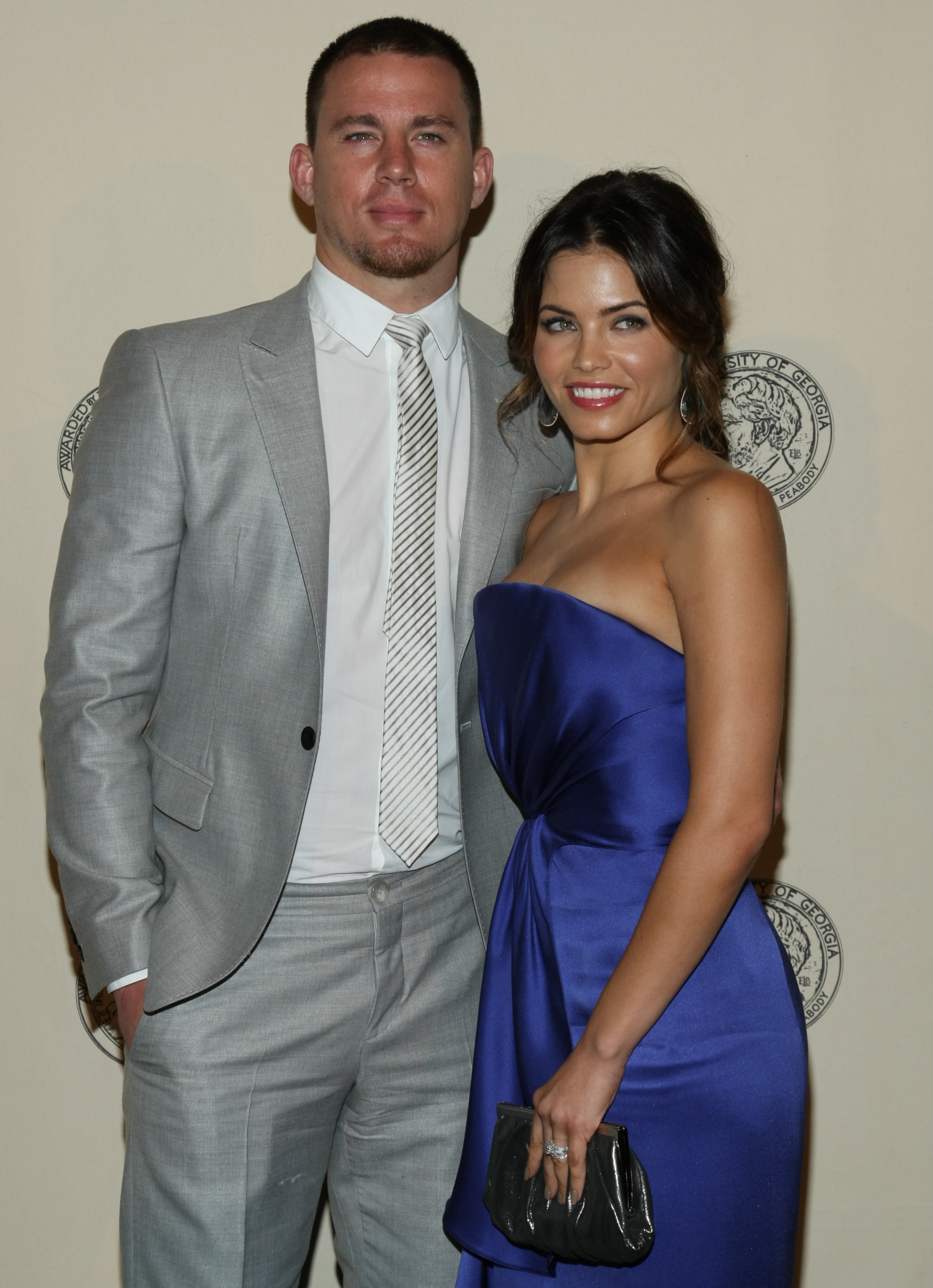
Tatum, e sua ex-esposa Jenna Dewan.

Em 2012, Channing foi eleito o homem mais sexy do mundo pela revista People.
Em dezembro de 2012, Channing e Jenna anunciaram a gravidez do primeiro filho do casal. Everly nasceu em 31 de maio de 2013 em Londres, Inglaterra.
No início de 2018, Tatum e Jenna Dewan se separaram.
No final de 2018, Tatum foi visto em clima de romance com a cantora Jessie J, com quem se relacionou até o final de 2019. Após o término, Channing e Jessie reataram no início de 2020, mas a relação não prosperou.

## Filmografia

### Filmes
| Ano  | Título                                                   | Papel                          | Notas                         |
| ---- | -------------------------------------------------------- | ------------------------------ | ----------------------------- |
| 2005 | Coach Carter                                             | Jason Lyle                     |                               |
| 2005 | Supercross                                               | Rowdy Sparks                   |                               |
| 2005 | War of the Worlds                                        | Garoto na cena da Igreja       | Não creditado                 |
| 2005 | Havoc                                                    | Nick                           | Diretamente em vídeo          |
| 2006 | A Guide to Recognizing Your Saints                       | Antonio (jovem)                |                               |
| 2006 | She's the Man                                            | Duke                           |                               |
| 2006 | Step Up                                                  | Tyler Gage                     |                               |
| 2007 | Battle in Seattle                                        | Johnson                        |                               |
| 2007 | The Trap                                                 | Greg                           | Curta-metragem                |
| 2008 | Step Up 2: The Streets                                   | Tyler Gage                     |                               |
| 2008 | Stop-Loss                                                | Sgt. Steve Shriver             |                               |
| 2009 | Fighting                                                 | Shawn MacArthur                |                               |
| 2009 | Public Enemies                                           | Pretty Boy Floyd               | Veia de lutador               |
| 2009 | G.I. Joe: The Rise of Cobra                              | Duke                           |                               |
| 2010 | Dear John                                                | John Tyree                     |                               |
| 2010 | Morgan and Destiny's Eleventeenth Date: The Zeppelin Zoo | Lionel                         | Curta-metragem                |
| 2011 | The Dilemma                                              | Zip                            |                               |
| 2011 | The Son of No One                                        | Jonathan White                 |                               |
| 2011 | The Eagle                                                | Marcus Flavius Aquila          |                               |
| 2011 | Ten Years                                                | Jake Bills                     | [ 18 ]                        |
| 2011 | Haywire                                                  | Aaron                          |                               |
| 2012 | The Vow                                                  | Leo Collins                    |                               |
| 2012 | 21 Jump Street                                           | Jenko                          |                               |
| 2012 | Magic Mike                                               | Mike Martingano                |                               |
| 2013 | Side Effects                                             | Martin Taylor                  |                               |
| 2013 | G.I. Joe: Retaliation                                    | Duke                           |                               |
| 2013 | Don Jon{\displaystyle }                                  | Ator de Hollywood              |                               |
| 2013 | White House Down                                         | John Cale                      |                               |
| 2013 | This Is the End                                          | Ele Mesmo                      |                               |
| 2014 | The Lego Movie                                           | Kal-El / Clark Kent / Superman | Voz                           |
| 2014 | Foxcatcher                                               | Mark Schultz                   |                               |
| 2014 | 22 Jump Street                                           | Greg Jenko                     |                               |
| 2014 | The Book of Life                                         | Joaquin                        | Voz                           |
| 2015 | Jupiter Ascending                                        | Caine Wise                     |                               |
| 2015 | Magic Mike XXL                                           | Magic Mike                     | Também roteirista e produtor  |
| 2015 | The Hateful Eight                                        | Jody                           |                               |
| 2016 | Hail, Caesar!                                            | Burt Gurney                    |                               |
| 2017 | Kingsman: The Golden Circle                              | Tequila                        |                               |
| 2017 | Logan Lucky                                              | Jimmy Logan                    |                               |
| 2017 | The Lego Batman Movie                                    | Kal-El / Clark Kent / Superman | Voz                           |
| 2018 | Smallfoot                                                | Migo                           | Voz                           |
| 2019 | The Lego Movie 2: The Second Part                        | Kal-El / Clark Kent / Superman | Voz                           |
| 2020 | America: The Motion Picture                              | George Washington              | Voz, também produtor          |
| 2021 | Free Guy                                                 | Avatar Revenjamin Buttons      | Participação Especial         |
| 2022 | Dog                                                      | Army Ranger Briggs             | Também diretor e produtor.    |
| 2022 | The Lost City of D                                       | TBA                            | Pós-produção                  |
| TBA  | Spaceman                                                 | TBA                            | Pós-produção, também produtor |

### Televisão
| Ano  | Título              | Papel         | Notas                                         |
| ---- | ------------------- | ------------- | --------------------------------------------- |
| 2004 | CSI: Miami          | Bob Davenport | Episódio: "Pro Per"                           |
| 2012 | Saturday Night Live | Ele próprio   | Episódio: "Channing Tatum/Bon Iver"           |
| 2014 | The Simpsons        | Ele próprio   | Voz - Episódo: "Steal This Episode"           |
| 2015 | Lip Sync Battle     | Ele próprio   | 201 - Tatum Takeover: Channing vs Jenna Dewan |